# Построение с помощью циркуля и линейки
Построе́ния с по́мощью ци́ркуля и лине́йки — раздел евклидовой геометрии, известный с античных времён.
В задачах на построение циркуль и линейка предполагаются идеальными инструментами, в частности:
- Линейка не имеет делений и имеет сторону бесконечной длины, но только одну.
- Циркуль может иметь какой угодно (большой или малый) раствор (может чертить окружность произвольного радиуса) и сохраняет последний раствор, то есть может проводить одинаковые окружности где угодно.

## Примеры
Задача на бисекцию. С помощью циркуля и линейки разбить данный отрезок AB на две равные части.
Одно из решений показано на рисунке:
- Циркулем проводим окружности с центром в точках A и B радиусом AB.
- Находим точки пересечения P и Q двух построенных окружностей (дуг).
- По линейке проводим отрезок или линию, проходящую через точки P и Q.
- Находим искомую середину отрезка AB — точку пересечения AB и PQ.

## Формальное определение
В задачах на построение рассматривается множество следующих объектов: все точки плоскости, все прямые плоскости и все окружности плоскости.
В условиях задачи изначально задается (считается построенными) некоторое множество объектов. К множеству построенных объектов разрешается добавлять (строить):
1. произвольную точку;
2. произвольную точку на заданной прямой;
3. произвольную точку на заданной окружности;
4. точку пересечения двух заданных прямых;
5. точки пересечения/касания заданной прямой и заданной окружности;
6. точки пересечения/касания двух заданных окружностей;
7. произвольную прямую, проходящую через заданную точку;
8. прямую, проходящую через две заданные точки;
9. произвольную окружность с центром в заданной точке;
10. произвольную окружность с радиусом, равным расстоянию между двумя заданными точками;
11. окружность с центром в заданной точке и с радиусом, равным расстоянию между двумя заданными точками.

Требуется с помощью конечного количества этих операций построить другое множество объектов, находящееся в заданном соотношении с исходным множеством.
Решение задачи на построение содержит в себе три существенные части:
1. Описание способа построения заданного множества.
2. Доказательство того, что множество, построенное описанным способом, действительно находится в заданном соотношении с исходным множеством. Обычно доказательство построения производится как обычное доказательство теоремы, опирающееся на аксиомы и другие доказанные теоремы.
3. Анализ описанного способа построения на предмет его применимости к разным вариантам начальных условий, а также на предмет единственности или неединственности решения, получаемого описанным способом.

## Этапы при решении задач на построения
Решения неэлементарных построений оформляются по соответствующей схеме, состоящей из этапов. Ниже приведены четыре этапа с указанием их сути.
1. Анализ:
  - составить план решения задачи,
  - допустить или предположить, что задача решена,
  - выполнить рисунок.
2. Построение:
  - реализация плана решения задачи.
3. Доказательство:
  - доказать, что построенная фигура принадлежит требуемому семейству [используется определение данной геометрической фигуры либо её признаки] и
  - удовлетворяет условию задачи.
4. Исследование:
  - при каких ограничениях на данные искомую фигуру можно построить,
  - сколько решений (конфигураций) имеет задача.

## Методы построений циркулем и линейкой

### Основные методы
Основными методами решения геометрических задач на построение являются четыре метода:
1. метод геометрических мест точек (ГМТ), или метод пересечений множеств;
2. метод геометрических преобразований;
3. алгебраический метод;
4. метод цепочки многоугольников и, в частности, метод цепочки треугольников.

Более детальная классификация приведена в таблице.
| № | Название метода | Что лежит в основе этого метода                      |
| - | --- | ---------------------------------------------------- |
| 1 | Метод геометрических мест точек | Геометрические места точек                           |
| 2 | Методы геометрических преобразований: 1. метод движения (по виду движения): а) параллельный перенос; б) симметрия: центральная и осевая; в) вращение (поворот); 2. метод подобия; 3. метод гомотетии; 4. метод инверсии; 5. метод спрямления; 6. метод обратности. | Геометрические соответствия                          |
| 3 | Алгебраический метод: 1. построение отрезков, длины которых заданы формулами; 2. выражения уравнением связи известных и неизвестных величин в задаче, а затем нахождение (построение) корней этого уравнения.                                                      | Алгебраические выражения геометрических соответствий |
| 4 | Метод цепочки треугольников | Последовательность треугольников                     |

## Известные задачи
- Задача Аполлония о построении окружности, касающейся трех заданных окружностей. Если ни одна из заданных окружностей не лежит внутри другой, то эта задача имеет 8 существенно различных решений.
- Задача Брахмагупты о построении вписанного четырёхугольника по четырём его сторонам.

### Построение правильных многоугольников
Античным геометрам были известны способы построения правильных n-угольников для {\displaystyle n=2^{k}}, {\displaystyle n=3\cdot 2^{k}}, {\displaystyle n=5\cdot 2^{k}} и {\displaystyle n=3\cdot 5\cdot 2^{k}}.
В 1796 году Гаусс показал возможность построения правильных n-угольников при {\displaystyle n=2^{k}\cdot p_{1}\cdots p_{m}}, где {\displaystyle p_{i}} — различные простые числа Ферма. В 1836 году Ванцель доказал, что других правильных многоугольников, которые можно построить циркулем и линейкой, не существует.

### Неразрешимые задачи
Следующие три задачи на построение были поставлены ещё древними греками:
- трисекция угла — разбить произвольный угол на три равные части;
- удвоение куба — построить ребро куба вдвое большего по объёму, чем данный куб;
- квадратура круга — построить квадрат, равный по площади данному кругу.

Лишь в XIX веке было строго доказано, что все эти три задачи неразрешимы при использовании только циркуля и линейки. Доказательство неразрешимости этих задач построения было достигнуто с помощью алгебраических методов, основанных на теории Галуа. В частности, невозможность построения квадратуры круга следует из трансцендентности числа π.
Другая известная и неразрешимая с помощью циркуля и линейки задача — построение треугольника по трём заданным длинам биссектрис.
Эта задача остаётся неразрешимой даже при наличии инструмента, выполняющего трисекцию угла, например томагавка.

## Допустимые отрезки для построения с помощью циркуля и линейки
С помощью этих инструментов возможно построение отрезка, который по длине:
1. равен сумме длин нескольких отрезков;
2. равен разности длин двух отрезков;
3. численно равен произведению длин двух отрезков;
4. численно равен частному от деления длин двух отрезков;
5. численно равен квадратному корню из длины заданного отрезка (следует из возможности построения среднего геометрического двух отрезков, см. иллюстрацию).[5]

Для построения отрезка с длиной численно равной произведению, частному и квадратному корню из длин заданных отрезков необходимо задание на плоскости построения единичного отрезка (то есть отрезка длины 1), иначе задача неразрешима из-за отсутствия масштаба.
Извлечение корней из отрезков с иными натуральными степенями, не являющимися степенью числа 2, невозможны с помощью циркуля и линейки. Так, например, невозможно при помощи циркуля и линейки из единичного отрезка построить отрезок длиной {\displaystyle {\sqrt[{3}]{2}}}. Из этого факта, в частности, следует неразрешимость задачи об удвоении куба.

## Возможные и невозможные построения
С формальной точки зрения, решение любой задачи на построение сводится к графическому решению некоторого алгебраического уравнения, причем коэффициенты этого уравнения связаны с длинами заданных отрезков. Поэтому можно сказать, что задача на построение сводится к отысканию действительных корней некоторого алгебраического уравнения.
Поэтому удобно говорить о построении числа — графического решения уравнения определённого типа.
Исходя из возможных построений отрезков возможны следующие построения:
- Построение решений линейных уравнений.
- Построение решений уравнений, сводящихся к решениям квадратных уравнений.

Иначе говоря, возможно строить лишь отрезки, равные арифметическим выражениям с использованием квадратного корня из исходных чисел (заданных длин отрезков).
Решение должно выражаться при помощи квадратных корней, а не радикалов произвольной степени. Если даже алгебраическое уравнение имеет решение в радикалах, то из этого не следует возможность построения циркулем и линейкой отрезка, равного его решению.
Простейшее такое уравнение: {\displaystyle x^{3}-2=0,} связанное со знаменитой задачей на удвоение куба, сводящаяся к этому кубическому уравнению. Как было сказано выше, решение этого уравнения ({\displaystyle {\sqrt[{3}]{2}}}) невозможно построить циркулем и линейкой.
Возможность построить правильный 17-угольник следует из выражения для косинуса центрального угла его стороны:
{\displaystyle \cos {\left({\frac {2\pi }{17}}\right)}=-{\frac {1}{16}}\;+\;{\frac {1}{16}}{\sqrt {17}}\;+\;{\frac {1}{16}}{\sqrt {34-2{\sqrt {17}}}}\;+\;}
{\displaystyle +{\frac {1}{8}}{\sqrt {17+3{\sqrt {17}}-{\sqrt {34-2{\sqrt {17}}}}-2{\sqrt {34+2{\sqrt {17}}}}}},}
что, в свою очередь, следует из возможности сведения уравнения вида {\displaystyle x^{F_{n}}-1=0,} где {\displaystyle F_{n}} — любое простое число Ферма, с помощью замены переменной к квадратному уравнению.

## Вариации и обобщения
- Построения с помощью одного циркуля. По теореме Мора — Маскерони с помощью одного циркуля можно построить любую фигуру, которую можно построить циркулем и линейкой. При этом прямая считается построенной, если на ней заданы две точки.
- Построения с помощью одной линейки. Очевидно, что с помощью одной линейки можно проводить только проективно-инвариантные построения. В частности,
  - невозможно даже разбить отрезок на две равные части,
  - также невозможно найти центр данной окружности.

Однако,
- при наличии на плоскости заранее проведённой окружности с отмеченным центром с одной линейкой можно провести те же построения, что и циркулем и линейкой (теорема Штейнера — Понселе).
- Если на линейке есть две засечки, то построения с её помощью эквивалентны построениям с помощью циркуля и линейки (важный шаг в доказательстве этого сделал Наполеон).

- Построения с помощью инструментов с ограниченными возможностями. В задачах такого рода инструменты (в противоположность классической постановке задачи) считаются не идеальными, а ограниченными: прямую через две точки с помощью линейки можно провести только при условии, что расстояние между этими точками не превышает некоторой величины; радиус окружностей, проводимых с помощью циркуля, может быть ограничен сверху, снизу или одновременно и сверху, и снизу.
- Построения с помощью плоского оригами см. правила Фудзиты
- Построения с помощью шарнирных механизмов — это построения на плоскости и в пространстве с помощью единичных стержней, связанных на концах шарнирами. Этим способом можно построить любое алгебраическое число[7].

## Интересные факты
- Центральный узор на государственном флаге Ирана законодательно описывается как построение с помощью циркуля и линейки[8].